# Římskokatolická farnost Dobrá Voda u Sušice
Římskokatolická farnost Dobrá Voda u Sušice je územním společenstvím římských katolíků v rámci sušicko-nepomuckého vikariátu českobudějovické diecéze.

## O farnosti

### Historie
Farnost byla na Dobré Vodě zřízena v roce 1735 při kapli sv. Vintíře. Kaple byla později přestavěna na kostel. Po roce 1948 se farnost dostala do vojenského újezdu a kostel byl zdevastován. Po roce 1990 byl opraven a dostal unikátní skleněný hlavní oltář od Vladimíry Tesařové.

### Současnost
Farnost je administrována ex currendo ze Sušice.
| Kostel             | Místo      | Bohoslužba             | Bohoslužba             | Poznámka     |
| ------------------ | ---------- | ---------------------- | ---------------------- | ------------ |
| Kostel sv. Vintíře | Dobrá Voda | neslouží se pravidelně | neslouží se pravidelně | farní kostel |